# فرقة المشاة 41 فلورنسا
فرقة المشاة الحادية والأربعون فيرينز كانت فرقة مشاة تابعة للجيش الإيطالي خلال الحرب العالمية الثانية . تم تشكيله في 15 سبتمبر 1939 في فلورنسا وتم حله رسميًا في 28 سبتمبر 1943.  كان التقسيم مكونًا من توسكان ، ولا سيما فلورنتين (وهي حالة نادرة من فرقة المشاة الإيطالية التي يتزامن اسمها مع العرق أو مكان إقامة أعضائها).

## أفعال
في 7 يونيو 1940 ، تم تكليف فرقة Firenze بمهام الشرطة في منطقة بييمونتي ، كجزء من احتياطي مجموعة الجيش. تم إنشاء الحاميات في Carmagnola و Poirino و Villanova d'Asti وظلت موجودة خلال الغزو الإيطالي الكامل لفرنسا .
حوالي 12 مارس 1941 ، تلقى القسم أوامر بالانتقال إلى ألبانيا حيث وصلت إلى منطقة التدريج شمال غرب بحيرة أوهريد ، بالقرب من Librazhd بحلول 27 مارس 1941. انتقلت Firenze في 1 أبريل 1941 إلى الحدود مع يوغوسلافيا ، من Stëblevë إلى الشمال. تم تعيينه على الجهة اليمنى للتقدم المخطط له من وادي نهر Rrapun (Rapun) شمال Librazhd . لدعم الهجوم، حفرت فرقة Firenze حول وادي نهر شكومبين . بدأت المعركة الأولى في 8 أبريل 1941 ، عندما حاولت القوات اليوغوسلافية مهاجمة مواقع على قمم الجبال في Mali i Gjinovecit. في 9 أبريل 1941 ، هاجمت فرقة Firenze هجومًا مضادًا ووصلت إلى ما وراء الحدود من قبل حركة الكماشة في مقاطعة Dibër ، واستولت على Ostreni i Vogël بينما تم حظره في بقية Ostren . مع وجود جزء من القوات اليوغوسلافية محاطًا، وصلت مفارز فرقة Firenze إلى جسر نهر Black Drin في نفس اليوم، حيث واجهت مقاومة شديدة في الطريق. تم القضاء على الجيب اليوغسلافي في مقاطعة ديبر مع سقوط شوبينزو في 11 أبريل 1941. وفي وقت لاحق، تقدمت تقسيم فلورنسا إلى الجنوب واستولت Maqellarë و ديبار 12 أبريل 1941، دون أن تواجه مقاومة كبيرة. في 14 أبريل 1941 ، بدأت في إعداد مواقع دفاعية في كوفاشيتش وستوشاج وبلاتشي . في نفس اليوم، القوات الألمانية تتقدم من غوستيفار و كيشيفو ربطت مع تقسيم فلورنسا، وإنهاء القتال.
بقيت فرقة Firenze في مقدونيا والجبل الأسود كقوة احتلال، حيث قامت في البداية بإنشاء حاميات في Debar و Struga و Izvor و Volko Legalo. بدءًا من يوليو 1941 ، تم تقسيم القسم بشكل فعال، حيث تم استخدامه في العديد من دوريات الطرق والحاميات الصغيرة. وبحلول يناير 1943، تم تقسيم الوحدات فلورنسا تعمل معظمها في غوستيفار ، بيشكوبي، بوريل، ديبار ، ستروغا ، Mogorče ، الباسان ، يبرازد و Qukës .
بعد هدنة كاسيبيلي في 8 سبتمبر 1943 ، جرت محاولة يائسة لجمع الانقسام والتراجع إلى ألبانيا . أصبح Burrel منطقة انطلاق. انتقل التقسيم المعاد تجميعه، تحت قيادة قائده أرنالدو عزي، إلى كروجي عبر الممرات الجبلية في قفا الشتاموي. في كروجو ، عارضها عدد من الوحدات الألمانية والألبانية. غير قادر على المتابعة، تراجعت فرقة Firenze إلى Qafa e Shtam وشرعت في مفاوضات. 28 سبتمبر 1943، تم التوصل إلى اتفاق، مع غالبية تقسيم الانضمام إلى أنصار اليوغوسلافي و الألباني الأنصار، تم تقسيمها إلى أربعة ألوية العصابات التي تعمل من قافا Shtamës ل ديبار . ال 92. واصلت CCNN الفيلق للعمل مع القوات الألمانية. 

## ترتيب المعركة
- 127. فلورنسا فوج المشاة
- 128. فوج المشاة فيرينزي
- 41. فوج المدفعية
- 92. CCNN Legion ( بلايز سوداء )
- 41. هاون الكتيبة
- 241. شركة مضادة للدبابات
- 41. شركة الإشارة
- 53. شركة رائدة
- 37. القسم الطبي
- 36. قسم التوريد
- 12. مخبز الميدان
- 194. قسم النقل [nb 1] [2]